# Такаморо Ко
Такаморо Ко (яп. 高師 康, нар. 9 листопада 1907, Сайтама — пом. 26 березня 1995) — японський футболіст, що грав на позиції захисника.

## Виступи за збірну
У 1927 року дебютував в офіційних матчах у складі національної збірної Японії. У формі головної команди країни зіграв 2 матчі. Був учасником Far Eastern Championship Games 1927 року.

## Статистика
Статистика виступів у національній збірній.
| Збірна Японії | Збірна Японії | Збірна Японії |
| Роки          | Ігри          | голи          |
| ------------- | ------------- | ------------- |
| 1927          | 2             | 0             |
| Усього        | 2             | 0             |